# Shadi Ghadirian
Shadi Ghadirian (Teheran, 1974) è una fotografa iraniana.
Vive e lavora a Teheran.

## Biografia
Laureata alla Azad University di Teheran, Ghadirian si è specializzata con un Master in Fotografia, cominciando già dalla fine degli anni '90 la sua brillante carriera come fotografa professionista, fino a diventare una delle fotografe iraniane più celebri del momento.
Shadi Ghadirian ha al suo attivo numerose mostre sia in Iran (da ricordare la stretta collaborazione con la Silk Road Gallery e le varie partecipazioni al Museum of Contemporary Art di Teheran) che in Occidente, al British Museum di Londra con la mostra Word into Art: Artists of the Modern Middle East, al CCB di Barcellona con How Eastern look at Western, al Thssaloniki Museum of Photography in Grecia con Glimpses of Iran ed ancora al San Jose Museum of Art di New York.
Oltre a varie partecipazioni a Biennali d'Arte e Festival di Fotografia (Photo Biennale di Mosca nel 2004, Photography Festival di Istanbul e Noorderlicht Photofestival in Olanda nel 2007) Shadi Ghadirian vanta la sua presenza in prestigiose collezioni private e pubbliche fra le quali è doveroso ricordare il British Museum e il Victoria and Albert Museum di Londra, il Centre Georges Pompidou di Parigi, il Los Angeles County Museum of Art in California e il Mumok, Museum Moderner Kunst Sitftung Ludwig di Vienna.

## Mostre personali
2015
The Others Me, Officine dell'Immagine, Milano, Italia
Shadi Ghadirian: A retrospective, Dar Al Funoon Gallery, Kuwait City, Kuwait
2013
Miss Butterfly, Lakeeren Gallery, Mumbay, India
Shadi Ghadirian, Podbielski Contemporary, Berlino, Germania
2009
Ghost Gifts, CO2 Contemporary Art, Roma, Italia
Shadi Ghadirian, Aeroplastics Gallery, Bruxelles, Belgio
2008
Los Angeles County Museum of Art, California, USA 
Nil Nil, Silk Rad, Tehran, Iran
Tasweer Gallery, Bangalore, India
2007 
B21 Gallery, Dubai, UAE
Mostra personale al Photography Festival of Istanbul, Istanbul, Turchia
2006
French Cultural Center, Damasco, Siria  
Al mamal Foundation2, Gerusalemme, Palestina
2002
Villa Moda, Kuwait
2001
Tour Exhibition of Fnac, Francia
1999
Golestan Gallery, Tehran, Iran
Leighton House Museum, Londra, UK

## Mostre collettive
- 2008 - Word Into Art, DIFC, Dubai, UAE
  - Look What Love Did to Us Once Again, Cramer Contemporary, Ginevra, Svizzera
- 2007 - Noorderlicht Photofestival, Olanda
  - La Paz, Bolivia
  - Convention Center, San Diego, California, USA
  - Mostra collettiva, Silk Road, Tehran, Iran
- 2006 - Blessed are the Merciful, Feigen Contemporary, New York, USA
  - Distinctive, Artspace Witzenhausen , Amsterdam, Paesi Bassi
  - The Veiled Mirror, Contemporary Iranian Photography, De Santos Gallery, Houston, Texas, USA
  - Word into Art : Artists of the Modern Middle East, The British Museum, Londra, UK
  - Image of Middle East, dccd, Copenaghen, Danimarca
  - Ey Iran, Contemporary Iranian Photography, Gold Cost City Art Gallery, Australia
  - Representation and Use of the Body in Art, Galerie Helene Lamarque, Parigi, Francia
  - Selyemes Fenyek, Budapest, Ungheria
- 2005 - How eastern look at western, CCCB, Barcellona, Spagna
  - Foto Art Festival, Polonia
  - Group Exhibition, After the revolution, San Sebastian, Spagna
  - Aeroplastics Gallery, Bruxelles, Belgio
  - Galata Fotografhanesi, Istanbul, Turchia
  - Boudin Lebon Gallery, Parigi, Francia
  - Third Line Gallery, Dubai, Emirati Arabi Uniti
- 2004 - San Jose Museum of Art, New York, USA
  - The House of World Cultures, Berlino, Germania
  - Photo Biennale of Moscow, Russia
  - Photo Biennale of Luxemburg
  - Chobi Mella 3, Bangladesh
- 2003 - Sharjah International Biennial 6, Sharjah, Emirati Arabi Uniti
  - Women in Orient - Women in Occident, Mostra itinerante, Germania
  - Konstmuseum Gutenberg, Gutenberg, Svezia
  - Veil, The new Art Gallery, Walsall, Liverpool, Oxford, Regno Unito
- 2002 - The Museum of Contemporary Art, Tehran, Iran
  - Glimpses Of Iran, Thessaloniki Museum of Photography, Grecia
- 2001 - A Space Gallery, Toronto, Canada
  - Iranian Contemporary Art, Barbican Art Center, Londra, UK
  - Photospania Festival, Spagna
- 2000 - Inheritance, Leiton House Museum, Londra, UK
  - Nikolaj Contemporary Art Center, Copenaghen, Danimarca
  - Ballymena Arts Festival, Irlanda del Nord

| Controllo di autorità | VIAF (EN) 81168570 · ISNI (EN) 0000 0000 7884 145X · Europeana agent/base/7317 · ULAN (EN) 500355944 · LCCN (EN) no2009091648 · GND (DE) 136901034 · BNF (FR) cb16997647d (data) · J9U (EN, HE) 987007451187905171 |